# El Colomer (les Llosses)
El Colomer és un mas al nord del terme de les Llosses inclosa a l'Inventari del Patrimoni Arquitectònic de Catalunya.

## Arquitectura
És una casa de planta quadrada i consta de planta baixa, pis i golfes. Té la teulada de dues vessants, de teula àrab, per bé que anteriorment aquesta havia estat de lloses. La planta baixa era destinada a espais agraris (magatzems i quadres), mentre que el primer pis estava destinat a l'habitatge. S'accedeix a la casa per la façana sud, on s'hi pot veure un contrafort a l'angle format pels murs sud i est. La casa està situada al cim d'un turó i l'accés a ella és dificultós. Al seu voltant hi trobem un cobert (graner i estable).

## Història
El seu emplaçament dalt d'un turó i el mal estat en què es troba el camí per a accedir-hi han provocat l'abandonament de la casa, aprofitada actualment per a guardar-hi bestiar i com a cabana de pastor. Possiblement la construcció original dati del segle xviii. Ha estat objecte de tres reformes importants en dates successives: la substitució de la coberta de lloses per la de teula àrab, la col·locació del contrafort abans esmentat i la reedificació de mur de llevant que s'havia esfondrat. El seu estat de conservació és deplorable.